# Castor et Pollux (satellites)
Cet article concerne les satellites artificiels français. Pour le satellite naturel de Saturne, voir Pollux (lune).
Pour les articles homonymes, voir Castor et Pollux (homonymie).
Castor et Pollux sont deux  satellites artificiels français lancés le 15 mai 1975 par une fusée Diamant-BP4 depuis le centre de lancement de Kourou en Guyane. Ces deux satellites développés par le CNES devaient permettre la mise au point de techniques spatiales. Un premier lancement effectué le 21 mai 1973 fut un échec.
Le satellite Castor (D5B) d'une masse de 77,5 kg avait la forme approximative d'une sphère de 80 cm de diamètre pour réduire la traînée aérodynamique. Le satellite devait permettre de tester le fonctionnement de l'instrument CACTUS, un accéléromètre triaxial ultra sensible développé par l'ONERA. Chaque face du satellite était recouverte de cellules solaires ainsi que d'un réflecteur laser. Le satellite est rentré dans l'atmosphère terrestre le 18 février 1979.
Le satellite Pollux (D5A) d'une masse de 37,5 kg (dont 7 kg d'hydrazine) devait tester le fonctionnement d'un propulseur à hydrazine. Les essais de propulsion modifièrent l'orbite de manière incontrôlée et le satellite rentra dans l'atmosphère terrestre prématurément le 5 août 1975.  